# French Gulch
French Gulch és una concentració de població designada pel cens dels Estats Units a l'estat de Califòrnia. Segons el cens del 2000 tenia 254 habitants.

## Demografia
Segons el cens del 2000, French Gulch tenia 254 habitants, 109 habitatges, i 72 famílies. La densitat de població era de 7,9 habitants/km².
Dels 109 habitatges en un 21,1% hi vivien nens de menys de 18 anys, en un 56% hi vivien parelles casades, en un 6,4% dones solteres, i en un 33,9% no eren unitats familiars. En el 24,8% dels habitatges hi vivien persones soles l'11% de les quals corresponia a persones de 65 anys o més que vivien soles. El nombre mitjà de persones vivint en cada habitatge era de 2,33 i el nombre mitjà de persones que vivien en cada família era de 2,71.
Per edats la població es repartia de la següent manera: un 20,9% tenia menys de 18 anys, un 2% entre 18 i 24, un 24% entre 25 i 44, un 39% de 45 a 60 i un 14,2% 65 anys o més.
L'edat mediana era de 47 anys. Per cada 100 dones de 18 o més anys hi havia 101 homes.
La renda mediana per habitatge era de 27.083 $ i la renda mediana per família de 31.250 $. Els homes tenien una renda mediana de 41.250 $ mentre que les dones 33.750 $. La renda per capita de la població era d'11.943 $. Entorn del 21,6% de les famílies i el 24,3% de la població estaven per davall del llindar de pobresa.

## Poblacions més properes
El següent diagrama mostra les poblacions més properes.